# Mostra de Venise 1985
La Mostra de Venise 1985, 42e édition du festival international du film de Venise (42ª edizione della Mostra internazionale d'arte cinematografica), est un festival cinématographique qui se tient du 26 août au 6 septembre 1985 à Venise, en Italie.

## Jury
- Krzysztof Zanussi (président, Pologne), Guido Aristarco (Italie), Gaspare Barbiellini Amidei (Italie), Lino Micciché (Italie), Renzo Vespignani (Italie), Ricardo Bofill (Espagne), Frank Capra (É.-U.), Odysséas Elýtis (Grèce), Kon Ichikawa (Japon), Jean d'Ormesson (France), Eugène Ionesco (France), Elem Klimov (URSS), Zoran Mušič (Yougoslavie), John Schlesinger (Grande-Bretagne).

## Compétition
- Bekçi de Ali Özgentürk  Turquie
- Dust de Marion Hänsel  Belgique
- Glissando de Mircea Daneliuc  Roumanie
- La Table vide (Shokutaku no nai ie) de Masaki Kobayashi  Japon
- Perinbaba de Juraj Jakubisko  Tchécoslovaquie
- Vergeßt Mozart de Miloslav Luther  Tchécoslovaquie
- Legend de Ridley Scott  États-Unis
- Life is Beautiful (Zivot je lep) de Boro Drašković  Yougoslavie
- Le Bateau phare (The Lightship) de Jerzy Skolimowski  États-Unis
- Mamma Ebe de Carlo Lizzani  Italie
- No Man's Land de Alain Tanner  Suisse
- Parade des planètes (Parad planet) de Vadim Abdrachitov  Union soviétique
- Los paraísos perdidos de Basilio Martín Patino  Espagne
- Pervola, Tracks in the Snow (Pervola, sporen in de sneeuw) de Orlow Seunke  Pays-Bas
- Police de Maurice Pialat  France
- L'Honneur des Prizzi (Prizzi's Honor) de John Huston  États-Unis
- Réquiem por un campesino español de Francesc Betriu  Espagne
- Le Soulier de satin (O sapato de cetim) de Manoel de Oliveira  Portugal
- Les Années de pierre (Petrina hronia) de Pantelís Voúlgaris  Grèce
- Le Tango de notre enfance (Mer mankutyan tangon) de Albert Mkrtchyan  Union soviétique
- Tangos, l'exil de Gardel (Tangos, el exilio de Gardel) de Fernando E. Solanas  Argentine
- Sans toit ni loi d'Agnès Varda  France
- La donna delle meraviglie de Alberto Bevilacqua  Italie

## Palmarès
- Lion d'or pour le meilleur film : Sans toit ni loi d'Agnès Varda
- Grand prix spécial du jury : Tangos, l'exil de Gardel de Fernando E. Solanas
- Prix spécial du jury : Le Bateau phare de Jerzy Skolimowski
- Lion d'argent : meilleur premier film pour Dust de Marion Hänsel
- Coupe Volpi pour la meilleure interprétation masculine : Gérard Depardieu pour Police de Maurice Pialat
- Coupe Volpi pour la meilleure interprétation féminine : non attribué
- Lion d'or d'honneur : Manoel de Oliveira, Federico Fellini et John Huston